# 天社增三
HD 78004，即船帆座c（c Velorum），又名CD-46 4883，SAO 220803、HR 3614，是一颗船帆座的恒星，视星等为3.75，位于銀經268.2，銀緯-0.14，其B1900.0坐标为赤經9h 0m 42.3s，赤緯-46° -0.14′ 58″。